# Anchomanes
Anchomanes is een geslacht uit de aronskelkfamilie (Araceae). De soorten uit het geslacht komen voor in tropisch Afrika.

## Soorten
- Anchomanes abbreviatus Engl.
- Anchomanes boehmii Engl.
- Anchomanes dalzielii N.E.Br.
- Anchomanes difformis (Blume) Engl.
- Anchomanes giganteus Engl.
- Anchomanes nigritianus Rendle

... · 
Aglaonema · 
Alocasia · 
Amorphophallus · 
Anthurium · 
Arum (Aronskelk) · 
Caladium · 
Calla · 
Culcasia · 
Dieffenbachia · 
Dracunculus · 
Epipremnum · 
Gymnostachys · 
Helicodiceros · 
Lemna (Eendenkroos) · 
Monstera · 
Philodendron · 
Pistia · 
Scindapsus · 
Spathiphyllum (Lepelplant) · 
Spirodela · 
Wolffia · 
...